# Pamphilus Gengenbach

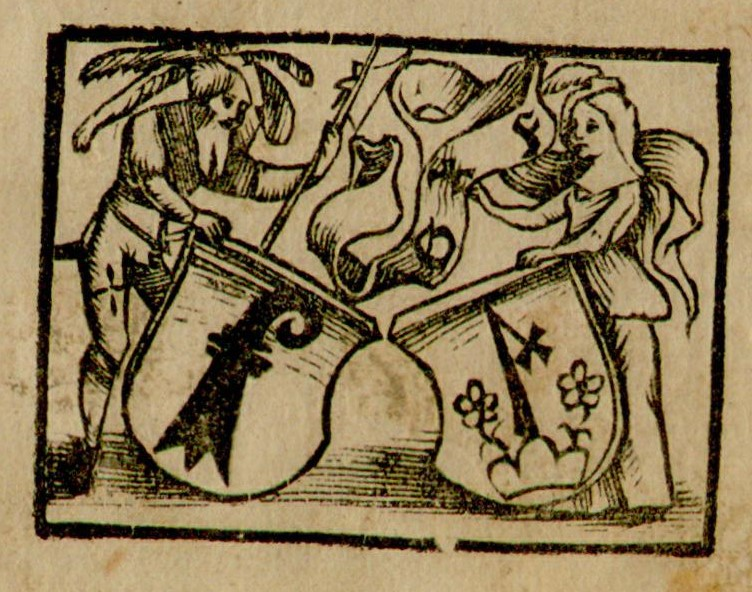
Druckerzeichen von Pamphilus Gengenbach (Universitätsbibliothek Basel)

Pamphilus Gengenbach (* um 1480 in Basel; † zwischen dem 15. Oktober 1524 und dem 26. Mai 1525 ebenda) war ein Buchdrucker und Autor von Fastnachtsspielen.

## Leben
Die Herkunft Pamphilus Gengenbachs liegt nach wie vor im Dunkel. Verschiedentlich wird er als Sohn von Ulrich Gengenbach bezeichnet, einem Basler Drucker aus Gengenbach. Dies wird in der jüngeren Forschung allerdings bezweifelt und stattdessen vermutet, dass Gengenbach der uneheliche Sohn des ehemaligen Rektors der Universität Basel, Johann Matthias von Gengenbach, sein könnte. Während der 1490er Jahre arbeitete Gengenbach als Druckergeselle bei Koberger in Nürnberg. Spätestens 1499 verliess er Nürnberg, vermutlich, um wieder nach Basel zurückzukehren. 1509 heiratete er Enele Renk, 1511 wurde er Basler Bürger, um dieselbe Zeit machte er sich  als Buchdrucker und -händler selbständig. Gengenbach verfasste zahlreiche satirische Dialoge, Flugschriften und Meisterlieder und berichtete in der Schrift Der Bundschu über den Bauernaufstand unter Joß Fritz. Seine didaktisch ausgerichteten Fastnachtsspiele, die «ältesten dramatischen Werke des 16. Jahrhunderts in deutscher Sprache überhaupt», in denen er sich für reformatorische Ideen einsetzte, gelten als Vorläufer des deutschen Schauspiels.

## Werke

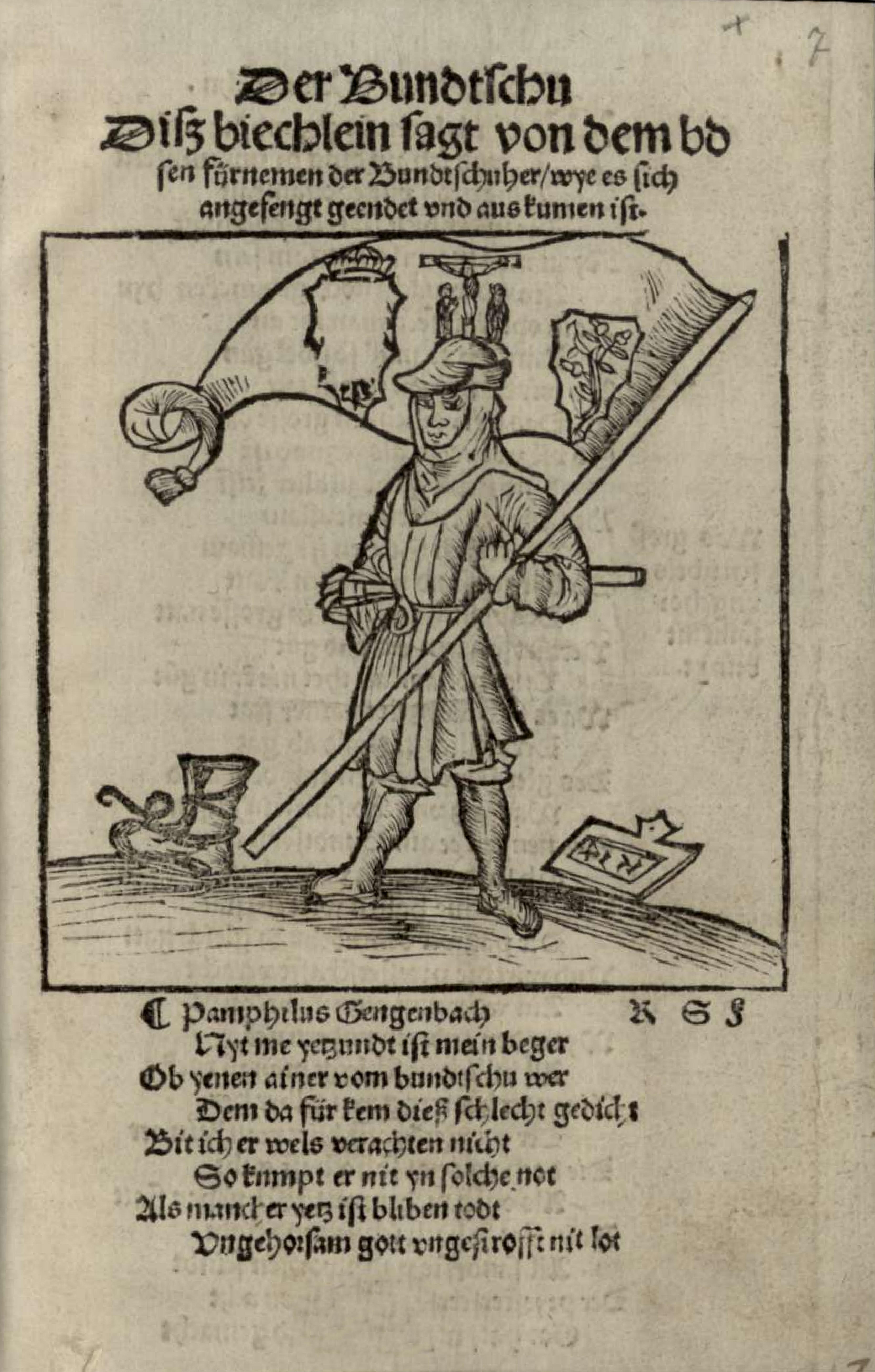
Pamphilus Gengenbach: Der Bundtschu. [Augsburg] 1514

- Dem Autor wird oft fälschlicherweise der Liber Vagatorum von 1510 zugeschrieben, welches aber von dem Pforzheimer Spitalmeister Matthias Hütlin verfasst wurde.
- Der welsch Fluß, Gedichte, 1513
- Der Bundschuch, 1514
- Der alt Eidgenoß, Dialog, 1514
- Die zehn Alter der Welt, Fastnachtspiel, 1515[4], in Bearbeitung von Jörg Wickram 1535[5]
- Der Nolhart, Fastnachtspiel, 1517
- Die Gouchmatt der Buhler, Fastnachtspiel, 1521
- Klag über die Totenfresser, Dialogsatire, 1521
- Der gestryfft Schwitzer Baur. Disz büchlin hat gemacht ein Baur ausz dem Entlibuch, Wem es nit gefall der küsz im die bruch. Basel 1522.[6]
- Der evangelisch Burger, 1523[7]
- Novella, 1523[8]